# Anton Csehov szülőháza
Anton Csehov szülőháza Taganrogban található, ma irodalmi és emlékmúzeum.

## Története
Az épület nem a Csehov családé volt, hanem Pavel Jegorovics apja bérelte 1859-ben.
Az épület kis méretű, körülbelül 30,5 m² alapterületű. A konyhán kívül itt volt a szülők hálószobája, a testvérek (Nyikolaj és Alekszandr) szobája, valamint a legnagyobb szoba, amely nappaliként, étkezőként és az apja irodájaként funkcionált. A leendő író szülei hálószobájában született 1860. január 29-én.
Amikor Csehov 16 éves volt, az apja Moszkvába menekült, hogy elkerülje az adósok börtönét. Anton Taganrogban érettségizett, és követte a családját Moszkvába.
A ház később gazdát cserélt. Az író 1910-ben bekövetkezett halála után emléktáblát helyeztek el a falon, és megszületett az ötlet, hogy megvásárolják, majd múzeumot alakítsanak ki az épületből. 1916-ban a házat megvásárolták, de nem volt pénz a felújítására, és a város bérbe adta. Csak 1921-ben, két helyi tanító kezdeményezésére létesült itt múzeum, és gyűjtötték össze az író emlékeit.

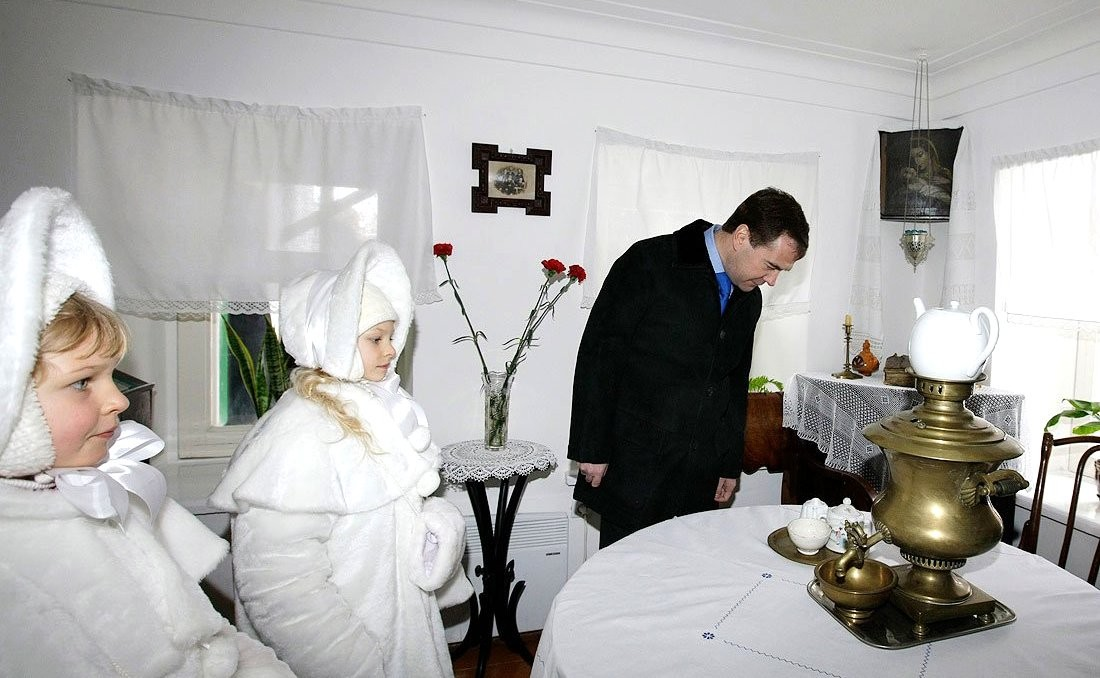
Medvegyev elnök Csehov szülőhelyén, 2010

1926-ban nyitották meg az első kiállítást, ahol a tanárok kalauzként tevékenykedtek. A múzeum hivatalos megnyitójára csak 1933. szeptember 1-jén, Csehov születésének 75. évfordulója alkalmából került sor.  1935. május 29-én létrejött a városban az Állami Csehov Irodalmi Múzeum, és ebből az alkalomból a ház mellé cseresznyéskertet telepítettek, a házat bekerítették, kertbe az írónak egy helyi szobrászművész által készített mellszobra került.
Dmitrij Medvegyev orosz elnök 2010. január 29-én meglátogatta az emlékmúzeumot.

## Képgaléria

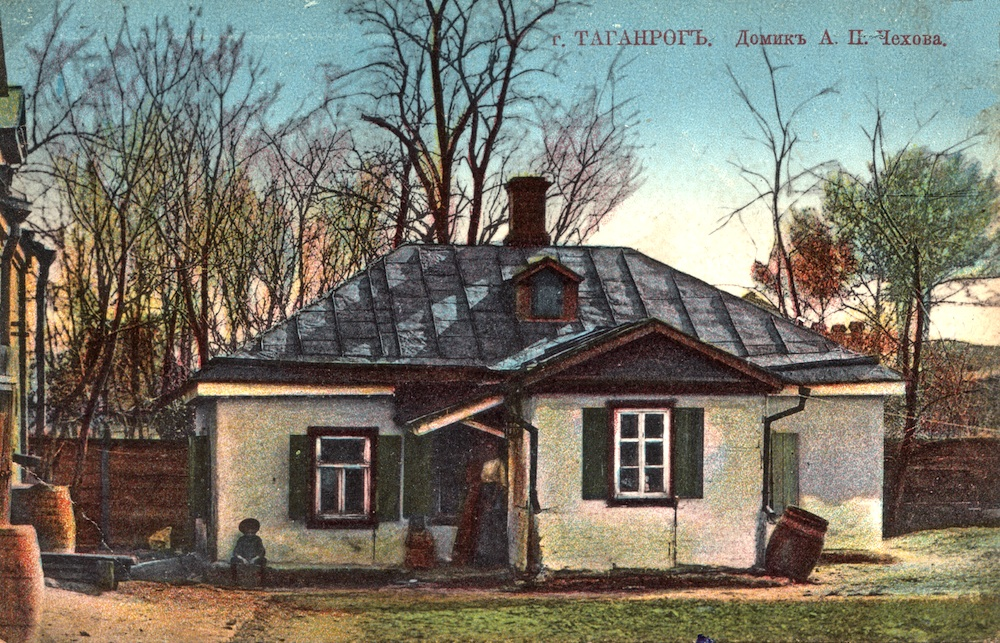
Anton Csehov szülőhelye egy régi képeslapon, 1910
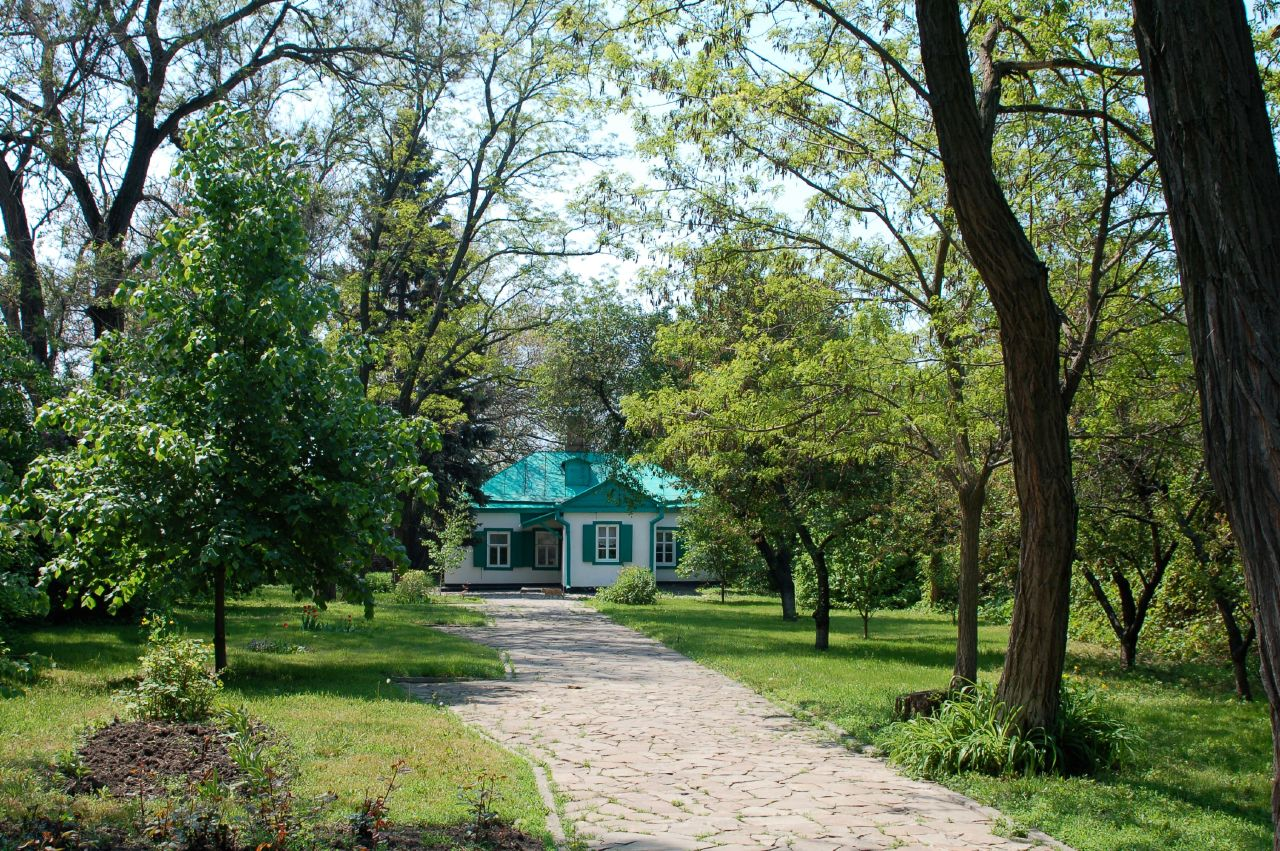
Az emlékmúzeum 2006 májusában
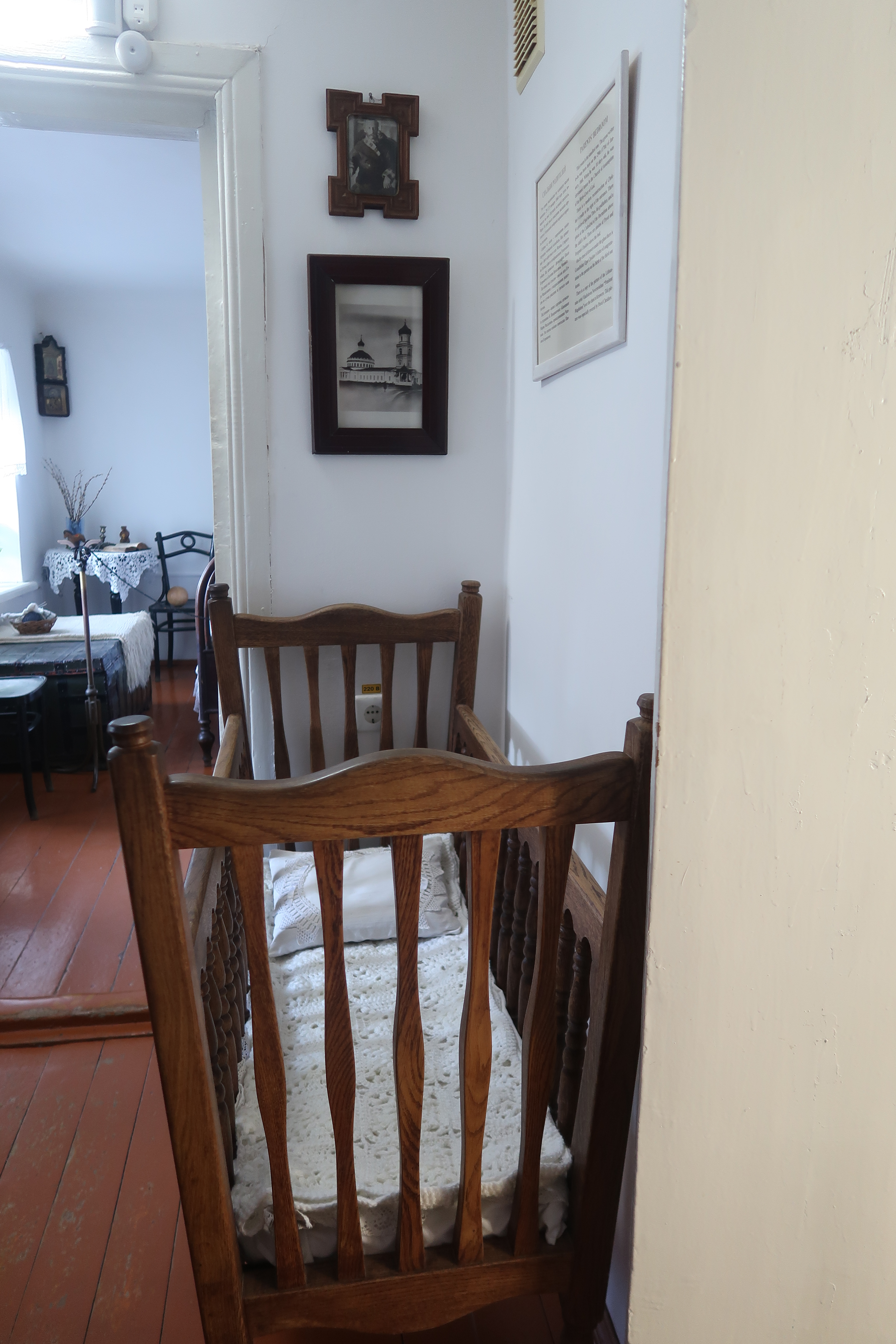
Csehov bölcsőjének rekonstrukciója
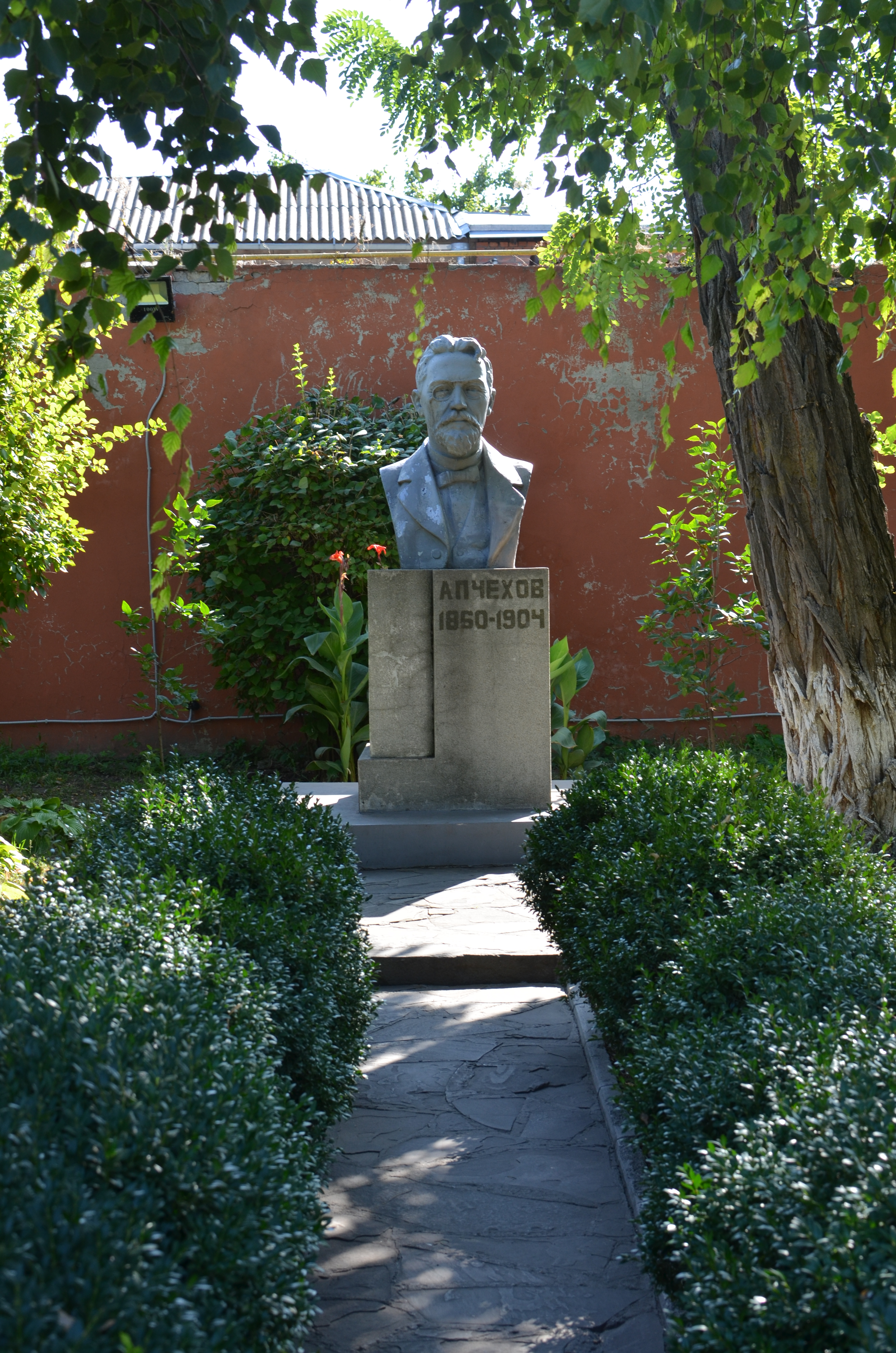
Az író szobra a kertben

## Fordítás
- Ez a szócikk részben vagy egészben  a   Dom Czechowa című lengyel Wikipédia-szócikk ezen változatának fordításán alapul.  Az eredeti cikk szerkesztőit annak laptörténete sorolja fel. Ez a jelzés csupán a megfogalmazás eredetét és a szerzői jogokat jelzi, nem szolgál a cikkben szereplő információk forrásmegjelöléseként.